# Draudtia ignota
Draudtia ignota är en fjärilsart som beskrevs av Barnes och Benjamin 1924. Draudtia ignota ingår i släktet Draudtia och familjen nattflyn. Inga underarter finns listade i Catalogue of Life.